# Marie Chamaillard
Pour les articles homonymes, voir Chamaillard.
Marie Chamaillard (ou de Chamaillard), (° v.1345 - † Argentan 18 novembre 1425), fille de Guillaume II Chamaillard et de Marie de Beaumont-Brienne, fut épousée, le 20 octobre 1371, par Pierre II de Valois, comte d'Alençon. Légalement ou par disposition testamentaire, elle hérita de la fortune de son oncle Louis II de Beaumont-Brienne, tué à la bataille de Cocherel le 23 mai 1364.
Beaumont-au-Maine, Fresnay, Sainte-Suzanne, Argenton, Nogent-le-Rotrou, La Flèche, Château-Gontier et Pouancé s'ajoutèrent ainsi au patrimoine des Chamaillard, puis par son mariage, de la famille d'Alençon.
Héritière de la famille des vicomtes du Maine (de Beaumont, puis de Beaumont-Brienne), Marie Chamaillard était Vicomtesse de Beaumont-au-Maine, Fresnay et Sainte-Suzanne. 

## Descendance
Les enfants de Marie Chamaillard et Pierre II d'Alençon :
- Marie (1373 † 1417), mariée à Paris en 1390 à Jean VII d'Harcourt († 1452), comte d'Harcourt et d'Aumale et baron d'Elbeuf
- Pierre (1374 † 1375)
- Jean (1375 † 1376)
- Marie (1377 † 1377)
- Jeanne (1378 † 1403)
- Catherine, (1380 † 1462), mariée en 1411 à Pierre d'Evreux (1366 † 1412), infant de Navarre, comte de Mortain, puis, devenue veuve, en 1413 à Louis VII de Bavière (1365 † 1447)
- Marguerite, nonne à Argentan, (1383 † après 1400)
- Jean Ier d'Alençon (1385 † Bataille d'Azincourt 1415), comte puis duc d'Alençon

## Sources et bibliographie
- "Chamaillard" dans  Alphonse-Victor Angot, Ferdinand Gaugain, Dictionnaire historique, topographique et biographique de la Mayenne, Goupil, 1900-1910